# Стефан II Котроманич
Стефан II Котроманич (босн. Stjepan II Kotromanić; *бл. 1292 — † 1353) — бан Боснії у 1322—1353 роках.

## Життєпис

### Молоді роки
Походив з династії Котроманичів. Старший син Стефана I Котромана, бан Боснії, та Єлизавети Неманич. Дитиною вимушений був переїздити Боснією, оскільки до держави вдерлися війська хорватських магнатів Павла і Младена Шубичів. Після смерті батька у 1314 році разом з матір'ю мусив утекти до Дубровницької республіки. Тут він здобув освіту.
У 1320 році з огляду на своє складне становище Младен II Шубич призначив Стефана II баном Боснії, проте його влада була сильно обмежена. Щоб міцніше прив'язати до себе Стефана Котроманичів, Младен Шубич домовився про його шлюб з донькою Майнхарда фон Ортенбурга, що був маркграфом Країни, але весілля не відбулося.
Водночас Котроманич вирішив спиратися на Карла Роберта Анжуйського, що в цей час зміцнив свою владу в Угорщині. У 1321 році за наказом угорського короля розпочав діяти разом з Іваном Бабоничем, баном Славонії, проти Шубичів. У 1322 році почалося повстання хорватських магнатів і далматинських міст проти Младена II. Останній зазнав поразки у битві Блискі і потрапив в полон. Лише з цього моменту Стефан Котроманич фактично перебрав владу на Боснією.

### Володарювання
У 1323 році король Карл Роберт, намагаючись зміцнити вплив в Боснії, запропонував боснійському бану пошлюбити далеку родичку своєї дружини — Єлизавету. Як королівський подарунок Стефан Котроманич отримав землі, що раніше належали Младену II Шубичу.
1324 році захопив у короля Стефана Дечанського гірничодобувні райони Усора і Солі, які до цього належали Стефану Владиславу II Неманичу, королю Срема. У свою чергу, Стефан II Котроманич допоміг королю Угорщини приборкати хорватського магната Івана Неліпича. Під час хорватської кампанії Стефану II вдалося підкорити місто Трогір.
Для зміцнення свого становища в Далмації, Котроманич став роздавати їм численні привілеї. У 1326 році він призначив свого брата Владислава співправителем.
У 1326 році Стефан II в союзі з Дубровницькою республікою захопив Захумьє, отримавши вихід до Адріатичного моря. До титулу бана Боснії було додано князь Захумьє. Шляхта Захумьє на чолі із Петаром Толеновичем, стали нападати на торгові шляхи Дубровницької республіки, а сам бан зажадав данину, яку раніше Дубровник платив королям Сербії і Захумьє. Це призвело до короткочасного погіршення відносин Боснії з Дубровником. Разом з тим Котроманич переміг Толеновича, полонив й стратив того.
У 1329 році Стефан II здійснив напад на Сербію, зайняв міста Требинє і Клонавлі, але зрештою його війська були розбиті королевичем Стефаном Душаном у битві при Прибої. Бан врятувався завдяки тому, що магнат Вук Вукославич віддав йому свого коня замість убитого, а сам загинув у бою. Разом з тим вдалося зберегти за собою Загір'є і Невесіне.
Будучи незадоволеним широким поширенням богомільства в Боснії, папський престол вимагав від угорського короля Карла Роберта військової допомоги інквізиторам, але той не змін нічого зробити. В результаті папа римський Бенедикт XII втратив терпіння і в 1337 році прийняв допомогу хорватського магната Івана Неліпича, який намагався не повернути Боснію під хорватський контроль. Проти цього рішення виступив рід Шубичів.
Стефан Котроманич розпочав перемовини з представниками роду Шубич. У 1338 році Владислав Котроманич одружився з донькою Юрая II Шубича. Таким чином виник союз між сербськими королями Неманичами, боснійськими банами Котроманичами і хорватськими Шубичами. Проте Неліпичу вдалося перемогти війська Шубичів. Король Карл Роберт приготувався виступити проти Неліпича, і Стефан II, скориставшись моментом, атакував володіння Неліпичів.
У 1339 бан Боснії провів перемовини з генералом францисканського ордену Жерара (той перебував в Естергомі). Стефан Котроманич зміг переконати його, що є вірним католиком, і загроза хрестового походу була відведена від Боснії. У 1340 році розпочалося проникнення католицьких місіонерів до Боснії. Вони досягли значних успіх при підтримці Стефана Котроманича, до 1343 році значна частина боснійців перейшла до католицтва, позиції богомільства були суттєво підірвані.
У 1344 році Стефан II і Нікола Омодею, бан Славонії, за наказом Лайоша I Анжу, нового короля Угорщини, відібрали у вдови Івана Неліпича місто Книн. У 1346 році Лайош I почав похід на венеційські володіння в Далмації. Стефан II повідомив венеційцям стосовно пересування угорських військ, після чого угорський король втратив довіру до Котроманича.
Водночас Стефан Душан, король Сербії, постійно вимагав від Стефана II повернення князівства Захумьє. За посередництва венеційців бану Боснії вдалося домовитися щодо 3-річного перемир'я, за час якого він звів фортецю на правому березі річки Неретва.
У жовтні 1350 року Стефан Душан рушив на Боснію 80-тисячне військо (50 тис. кінноти і 30 тис. піхоти). Стефан Котроманич не мав змоги протидіяти ворогові, тому розраховував скористатися природними перешкодами і укріпленнями, але Душан за допомогою грошей переманив наближених бана на свій бік. Шокований зрадою Степан II сховався у віддалених гірських районах, а його родича у фортеці Бобовач. Незабаром серби були змушені відступити для продовження війни з Візантійською імперією, і Стефан II поступово відвоював усю Боснію.
Останні роки правління пройшли більш спокійно. Знову виник конфлікт із Дубровником. У 1351 році вдалося поставити боснійським єпископом Петергріна. У 1352 році прийняв титул герцога. Помер у 1353 році. Похований у католицькій церкві Святого Миколая в Мілі. Владу успадкував брат Владислав.

## Родина
Дружина — Єлизавета, донька Казимира II П'яста, князя Куявського.
Діти:
- Катерина (1336—1385), дружина графа Германа I Целле
- Єлізавета (1340—1387), дружина Лайоша I, короля Угорщини

1 бастард